# Mouly Surya
Mouly Surya (Jacarta, 10 de setembro de 1980) é uma cineasta indonésia.